# Октябрьское (Коньковский сельсовет)
Октябрьское (укр. Октябрське) / Александровское (укр. Олександрівське) — село на Украине, находится в Тельмановском районе Донецкой области. Под контролем самопровозглашённой Донецкой Народной Республики.

## География
В Донецкой области имеется ещё 6 одноимённых населённых пунктов, в том числе 1 село Октябрьское в том же Тельмановском районе (Мичуринский сельский совет) и 1 село Октябрьское в составе Донецкого городского совета.

#### Соседние населённые пункты по странам света
С: Калинино
СЗ: —
СВ: Коньково
З: Дерсово, Чумак
В: Самсоново
ЮЗ: Порохня
ЮВ: Витава, Хомутово
ЮЮВ: Бессарабка

## История
12 мая 2016 года Верховная Рада Украины присвоила селу название Александровское в рамках кампании по декоммунизации на Украине. Переименование не было признано властями самопровозглашенной ДНР.

## Население
Население по переписи 2001 года составляло 8 человек.

## Общие сведения
Код КОАТУУ — 1424881904. Почтовый индекс — 87100. Телефонный код — 6279.

## Адрес местного совета
87172, Донецкая область, Тельмановский р-н, с. Коньково, ул. Советская, 17; тел. 27-1-41.